# فرقه امپراتوری

فراعنه مصر باستان به عنوان خدا-پادشاه پرستش می‌شدند.

فرقه امپراتوری (انگلیسی: Imperial cult) شکلی از دین دولتی یا دین رسمی است که در آن یک امپراتور یا یک دودمان از امپراتورها (یا فرمانروایان عنوان دیگری) به عنوان نیمه خدا یا الوهیت پرستش می‌شوند. «فرقه» در اینجا به معنای «عبادت» استفاده می‌شود، نه به معنای تحقیر آمیز امروزی.